# 쿠루 (왕)
쿠루(산스크리트어: कुरु)는 쿠루 왕조의 전설적인 시조이다. 전설에 따르면 오늘날 쿠루크셰트라 지역에 쿠루 왕조를 개창한 쿠루는 진실, 용서, 연민, 자선, 야즈나 및 브라흐마차리야 등 힌두교의 교리를 충실히 따랐기 때문에 비슈누 신에게 "이 땅은 쿠루의 국토라는 뜻의 쿠루크셰트라라는 이름으로 영원히 힌두교의 성지로 알려질 것이며, 이 땅에서 죽는 사람은 천국에 갈 것이다"라는 축복을 받았다고 한다.